# Gelijkenis van de rijke dwaas (Rembrandt)
De Gelijkenis van de rijke dwaas, eerder ook wel getiteld De oude woekeraar of De geldwisselaar, is een olieverfschilderij van de Nederlandse kunstschilder Rembrandt van Rijn uit 1627, 31,9 x 42,5 centimeter groot. Het betreft vroeg werk van de kunstenaar, waarbij in een sterk clair-obscur een oude man wordt getoond die een munt vasthoudt. Het werk bevindt zich in de collectie van het Gemäldegalerie te Berlijn.

## Bijbels thema
Het thema van het schilderij wordt tegenwoordig verondersteld terug te gaan op een gelijkenis uit het evangelie van Lucas, hoofdstuk 12:16-21. Jezus vertelt de parabel naar aanleiding van een vraag van een man die een conflict had met zijn broer over een erfenis:

"... Het landgoed van een rijke man had veel opgebracht, en daarom vroeg hij zich af: Wat moet ik doen? Ik heb geen ruimte om mijn voorraden op te slaan. Toen zei hij bij zichzelf: Wat ik zal doen is dit: ik breek mijn schuren af en bouw grotere, waar ik al mijn graan en goederen kan opslaan, en dan zal ik tegen mezelf zeggen: Je hebt veel goederen in voorraad, genoeg voor vele jaren! Neem rust, eet, drink en vermaak je. Maar God zei tegen hem: "Jij dwaas, nog deze nacht wordt je leven opgeëist, en voor wie zijn dan al die voorraden die je hebt aangelegd?' Zo vergaat het iemand die rijke schatten verzamelt voor zichzelf en niet voor God." 

De moraal is duidelijk: verwacht je levensgeluk niet van aardse bezittingen, die verlies je allemaal bij je dood. De man in kwestie wordt een dwaas genoemd omdat hij alleen denkt aan zichzelf en geen aandacht heeft voor de ander en voor God. Uiteindelijk zal dat laatste echter je definitieve geluk bepalen.

## Afbeelding
Rembrandt portretteert de oude man in een nagenoeg geheel donkere ruimte, slechts verlicht door een enkele kaars. Hij zit achter een tafel vol met boeken en papieren, voor een deel geschreven in het Hebreeuws, hetgeen erop duidt dat hij van Joodse afkomst is. Op zijn neus staat een pince-nez, waarmee hij aandachtig een munt bestudeert, die hij tussen de vingers van zijn rechterhand houdt. De vlam van de kaars gaat schuil achter die hand. Deze schijnt lucide tussen enkele vingers door, maar is voor de kijker niet te zien. De vlam is echter sterk genoeg om de man en een deel van de tafel en attributen vol in het licht te zetten. Met name het gezicht van de man is briljant verlicht, waardoor zijn rimpels, neus oor en bril scherp en uitermate gedetailleerd zichtbaar zijn. Klaarblijkelijk heeft Rembrandt met de belichting de aandacht willen richten op de belangrijkste delen van het tafereel, in het bijzonder op het geconcentreerde denken en het solipsistische karakter van de oude man, die bezig is met zijn geld. Ook de stokbeurs, een teken van gierigheid, is prominent aanwezig. Minder belangrijke attributen, zoals een doos met gewichten en de meeste geschriften (waaronder een enorm grootboek rechts van de man) lijken bewust in de schaduw gezet. De oude man draagt weelderige kleding, met een bonten hoofddeksel, epauletten en een kanten kraag,  zijn schouders draagt hij epauletten en een nerts, ten teken van zijn welstand.
Rembrandt schilderde Gelijkenis van de rijke dwaas op eenentwintigjarige leeftijd, tijdens zijn Leidse periode. Zijn stijl was toen verfijnder dan in zijn late periode. Hij schilderde vooral met fijne penselen. Bij uitstek toont dit werk al zijn uitzonderlijke beheersing van het clair-obscur aan. Met betrekking tot een mogelijk opdracht voor het schilderij zijn geen nadere gegevens bekend, maar de diverse naar wereldlijke rijkdom verwijzende elementen in het werk verwijzen naar ijdelheid en de vergankelijkheid daarvan, waarmee een verband kan worden gelegd naar de genoemde parabel.

## Discussie
Het thema van de gelijkenis van de rijke dwaas werd ook in vroeger tijden al wel aan het werk verbonden, maar pas breed aanvaard na een uitgebreide analyse en duiding uit 1984 door de Duitse kunsthistoricus Christian Tümpel (1937-2009). Ook de Gemäldegalerie in Berlijn, die het werk in collectie heeft, nam diens bevindingen over en paste de titel aan. Toch is de referentie aan  het Bijbelse thema niet onomstreden. Kunsthistorici als Bob van den Boogert, Roelof van Straten en Oxford-professor David B. Gowler bekritiseren Tümpels analyse door onder meer te wijzen op selectieve duidingen, het ontbreken van vanitas-symboliek en het gegeven dat in die tijd meer vergelijkbare werken zijn geschilderd, met name ook van oude vrouwen, die vrij algemeen worden beschouwd als gewone genrewerken. In het bijzonder het werk Oude vrouw die een munt bestudeert van Gerrit van Honthorst uit 1623-1624 wordt door sommigen wel genoemd als mogelijke inspiratiebron voor het hier besproken werk van Rembrandt.

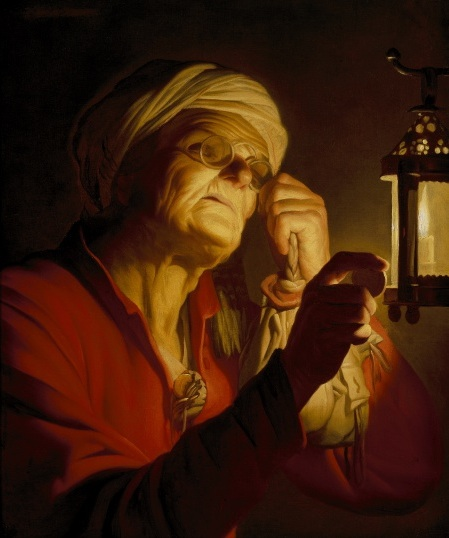
Gerrit van Honthorsts Oude vrouw die een munt bestudeert, 1623-1624, dat wel als inspiratiebron voor Rembrandt wordt genoemd
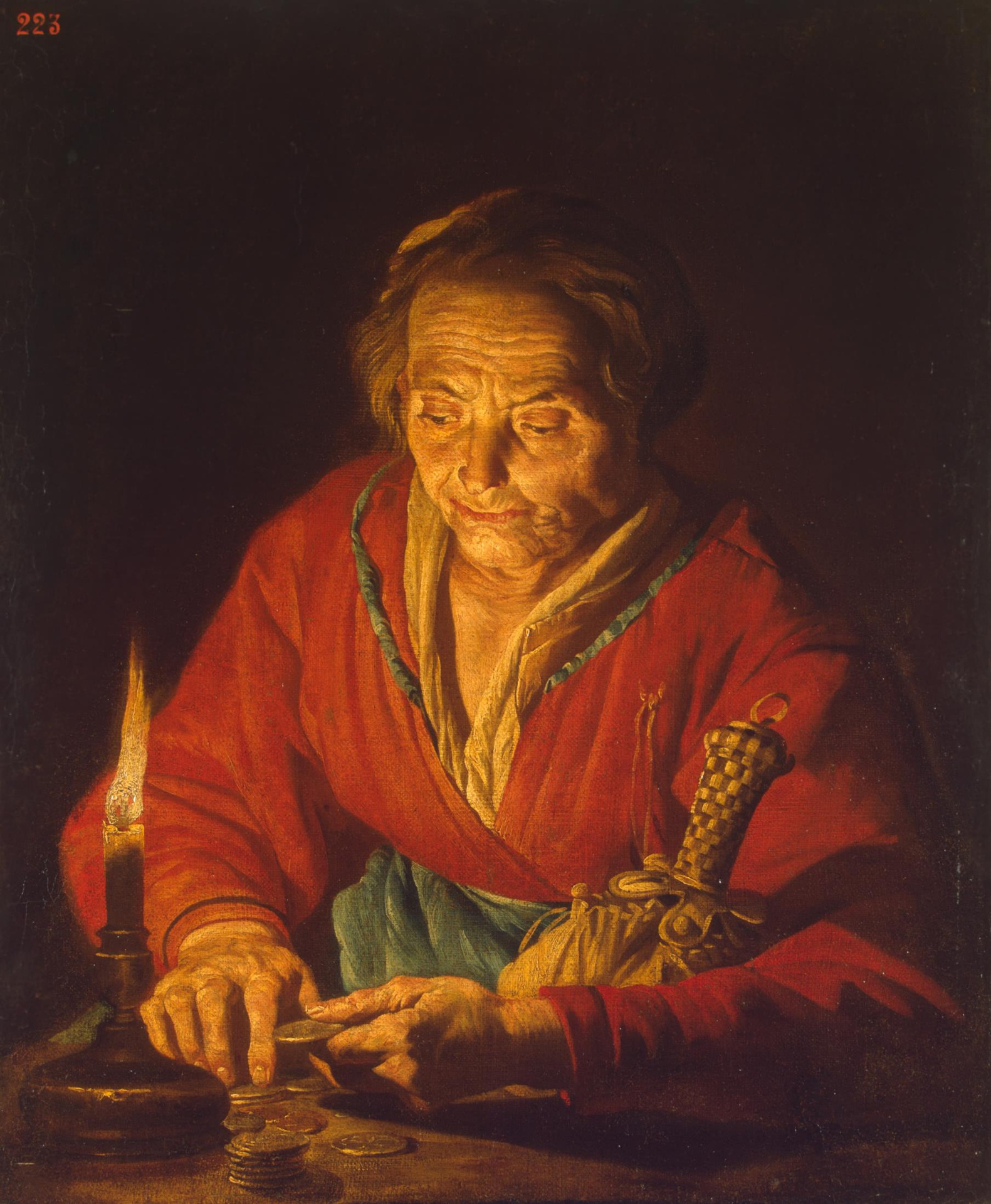
Oude vrouw bij kaarslicht, door Matthias Stom, 1630-1640, met veel vergelijkbare elementen
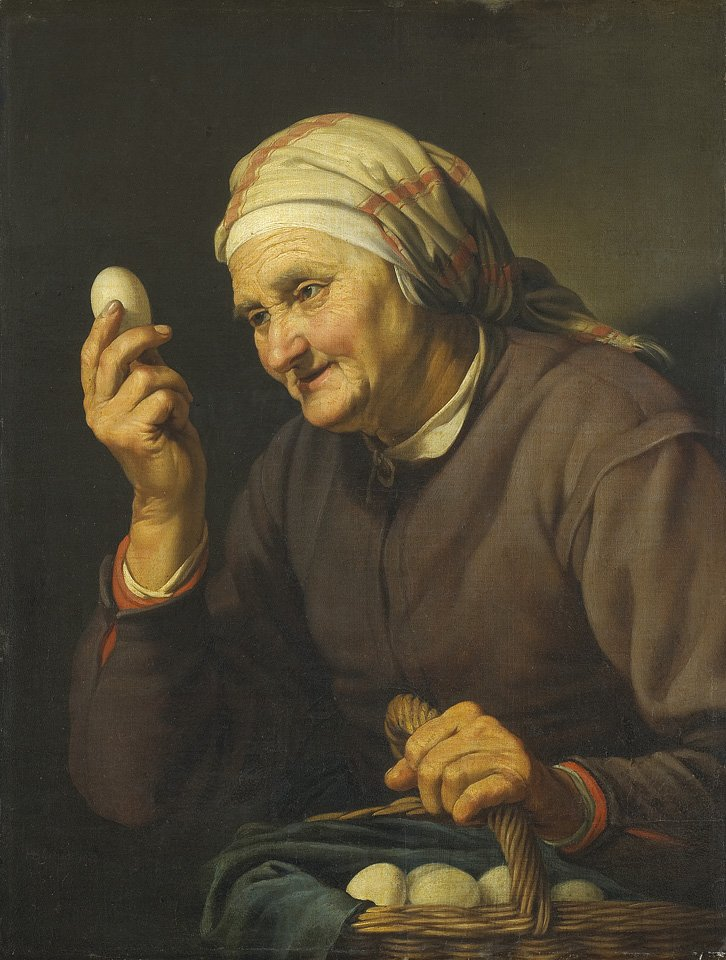
Hendrick Bloemaert: De eierenkoopvrouw, 1632, in een compositorisch vergelijkbare opzet